# Yuyao
Yuyao är en stad på häradsnivå som lyder under Ningbos stad på prefekturnivå Zhejiang-provinsen i östra Kina. Den ligger omkring 97 kilometer öster om provinshuvudstaden Hangzhou.
Befolkningen uppgick till 852 719 invånare vid folkräkningen år 2000, varav 226 425 invånare bodde i själva centralorten. Stadskommunen var år 2000 indelad i 20 köpingar (zhèn) och 2 socknar (xiāng).